# Meseta Chota Nagpur

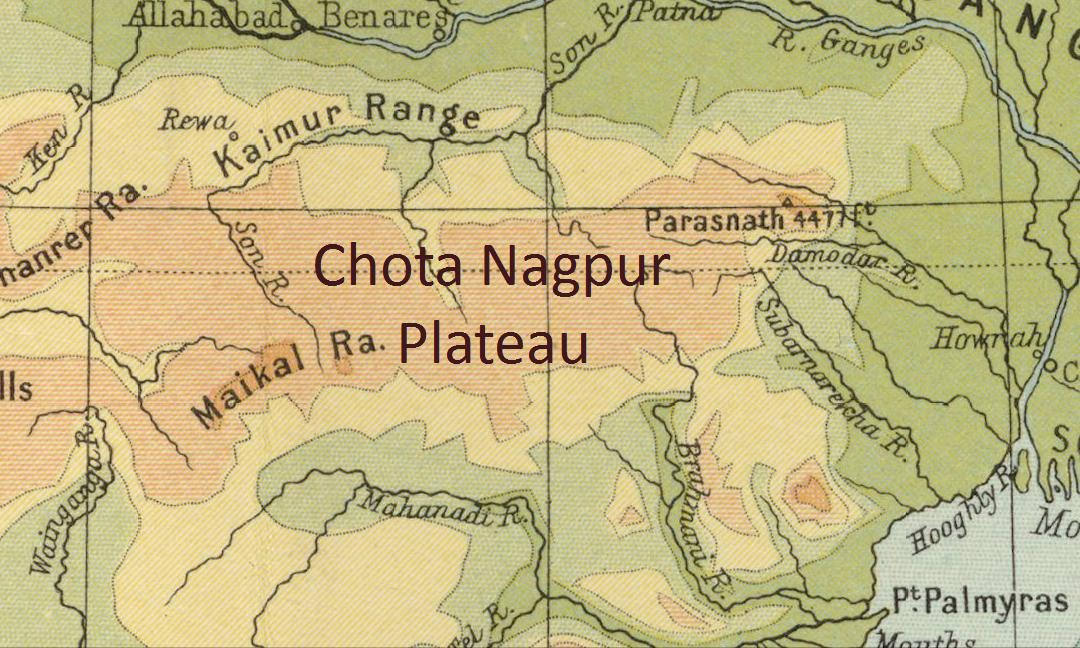
Meseta de Chota Nagpur. Características orográficas. 1909. Geografía imperial de la sección del mapa de la India.

La meseta Chota Nagpur (también llamada Chhota Nagpur), es una meseta al este de la India, que ocupa gran parte del estado de Jharkhand y también parte de los estados adyacentes como Orissa, Bengala Occidental, Bihar y Chhattisgarh. La llanura Indo-Gangética yace al norte y este de la meseta, y el origen del río Mahanadi es al sur. Chota Nagpur está conformada por tres mesetas menores, Ranchi, con una altitud promedio de 700 metros, Hazaribagh, y Kodarma. El área total de la meseta Chota Nagpur es de aproximadamente 65.000 km².
Esta meseta recibe un promedio anual de lluvias de cerca de 1400 mm, la mayoría en la temporada de monzones entre junio y agosto. Esta meseta es el origen de los ríos Koel, Damodar, Brahmani, Kharkai, y Subarnarekha, que tienen varias cascadas, como las Lodh Falls.
La meseta es de rocas precámbricas. Hay depósitos de carbón, y una industria de este rubro en el Valle del Damodar.
Gran parte de la meseta está forestada, predominando árboles de Sal, y está cubierta por la ecorregión de bosque caducifolio. Se encuentra la Reserva Palamau Tiger, uno de los pocos refugios en la India para tigres y elefantes asiáticos.

## Escritores de la región
Entre los autores oriundos de esta región se puede nombrar a: Giridhari Ram Gonjhu, Kasinath Singh, Biseswar PD Keshri, Prafull Kr Rai, Ranvijai Nath Sahdeo, Sudhir Rai, Sakuntala Mishra y Manmath Nath Sharma.